# Comunitat de comunes del País de la Bretanya Romàntica
La Comunitat de comunes del País de la Bretanya Romàntica (en bretó Kumuniezh kumunioù Breizh ar Romantourien) és una estructura intercomunal francesa, situada al departament de l'Ille i Vilaine a la regió Bretanya, al País de Saint-Malo. Té una extensió de 428,08 kilòmetres quadrats i una població de 28.115 habitants (2006).

## Composició
Agrupa 24 comunes :
1. La Baussaine
2. Bonnemain
3. La Chapelle-aux-Filtzméens
4. Combourg
5. Cuguen
6. Dingé
7. Hédé-Bazouges
8. Lanhélin
9. Lanrigan
10. Longaulnay
11. Lourmais
12. Meillac
13. Plesder
14. Pleugueneuc
15. Québriac
16. Saint-Domineuc
17. Saint-Léger-des-Prés
18. Saint-Pierre-de-Plesguen
19. Saint-Thual
20. Tinténiac
21. Trémeheuc
22. Tressé
23. Trévérien
24. Trimer